# Valões
Valões is een plaats (freguesia) in de Portugese gemeente Vila Verde en telt 183 inwoners (2001).